# Stora fackbokspriset
Stora fackbokspriset är Sveriges största pris för facklitteratur, instiftat 2011.
Priset är sedan starten på 125 000 kronor och utdelas årligen i december i Stockholm av Axel och Margaret Ax:son Johnsons stiftelse i samverkan med Ax:son Johnson-sfärens Axess Magasin och Axess TV. Priset belönar böcker som tillhör och stärker bildningsvärlden. Det riktar uppmärksamhet på kvalificerad facklitteratur, sådan som tillför ny kunskap, ger nya perspektiv på befintlig kunskap eller gör gammal kunskap tillgänglig. Ur en årlig grupp offentligt nominerade böcker och deras författare utses en pristagare.

## Pristagare
- 2011 – Svante Nordin för Filosoferna (Atlantis)
- 2012 – Nina Burton för Flodernas bok (Albert Bonniers Förlag)
- 2013 – Carl-Johan Malmberg för Stjärnan i foten: dikt och bild, bok och tanke hos William Blake (Wahlström & Widstrand)[1][2]
- 2014 – Susann Silfverstolpe för Silvergåvor från Sveriges regenter till Rysslands tsarer under 1600-talet (Atlantis)
- 2015 – Fredric Bedoire för Den svenska arkitekturens historia (Norstedts)
- 2016 – Max Engman för Språkfrågan (Atlantis)
- 2017 – Henrik Meinander för Gustaf Mannerheim. Aristokrat i vadmal (Lind & Co)
- 2018 – Per Gedin för När Sverige blev modernt. Gregor Paulsson, vackrare vardagsvara, funktionalismen och Stockholmsutställningen 1930 (Albert Bonniers Förlag)
- 2019 – Gunnar Åselius för Vietnamkriget och de svenska diplomaterna (Dialogos Förlag)
- 2020 – Lasse Wierup för Gangsterparadiset: Så blev Sverige arena för gängkriminalitet, skjutningar och sprängdåd (Bokförlaget Forum)
- 2021 – Jakob Christensson för Vattenvarelser. En kulturhistoria (Bladh by Bladh)
- 2022 – Hans-Gunnar Axberger för Statsministermordet (Norstedts)
- 2023 – Henrik Berggren för Landet utanför: Sverige och kriget 1943–1945 (Norstedts)
- 2024 – Oscar Jonsson för Försvaret av Sverige (Mondial)[3]